# Pfaffroda
Pfaffroda är en ortsteil i staden Olbernhau i Erzgebirgskreis i förbundslandet Sachsen i Tyskland. Pfaffroda var en kommun fram till 1 januari 2017 när den uppgick i Olbernhau. Kommunen Pfaffroda hade 2 471 invånare 2016.